# Jokiniemi
Jokiniemi  est un quartier du district de Tikkurila de Vantaa en Finlande,.

## Description
Jokiniemi est bordé à l'ouest par la voie ferrée principale, à l'ouest de laquelle se trouvent les quartiers de Tikkurila et Hiekkaharju. 
À l'est Jokiniemi est borde par les rivières Keravanjoki et Rekolanoja, puis Hakkila et Kuninkaala.
Bien que Jokiniemi soit un quartier, son flanc ouest est considéré comme faisant partie du centre de Tikkurila. 
La gare de Tikkurila, entre-autres, fait administrativement partie de Jokiniemi.

## Transports

### Transport ferroviaire
Jokiniemi est desservie par la gare de Tikkurila et la gare de Hiekkaharju de la ligne d'Helsinki à Tampere.
Tous les trains locaux et longue distance s'arrêtent à la gare de Tikkurila. 
Les trains K et N allant à Kerava, les trains I et P de la ligne Kehärata et le train de nuit T en direction de Riihimäki s'arrêtent à la gare de Hiekkaharju.
La ligne Tikkurila–Hakkila (fi), construite en 1910, bifurque au nord de la gare de Tikkurila vers une voie d'embranchement qui longe la partie sud de Jokiniemi jusqu'à la zone industrielle d'Hakkila. 
La ligne est encore utilisée pour le transport de marchandises quelques fois par an, principalement en été.

### Voies routières
Tikkurilantie, Urheilutie, Jokiniemenkatu et Valkoisenlähteentie sont les principales rues du quartier. 
Le pont de la Jokiniemenkatu sur la rivière Keravanjoki  a été ouvert le 8 novembre 2006, facilitant la liaison de Jokiniemi à Heidehofintie et au Kehä III. 

### Circulation douce
La voie de circulation douce menant de Jokiniemenkuja à Maanviljelijänkuja porte le nom de sentier Reissu-Lassi en l'honneur du président Relander, qui vivait dans la zone.[39]

### Bus
Le terminal de Tikkurila est la plaque tournante du trafic de bus de Vantaa, offrant de bonnes liaisons avec toute la ville. 
La ligne principale runkolinja 570, les lignes régionales 711, 717 et 721N,  724 et 735 passent par Jokiniemi.

## Galerie

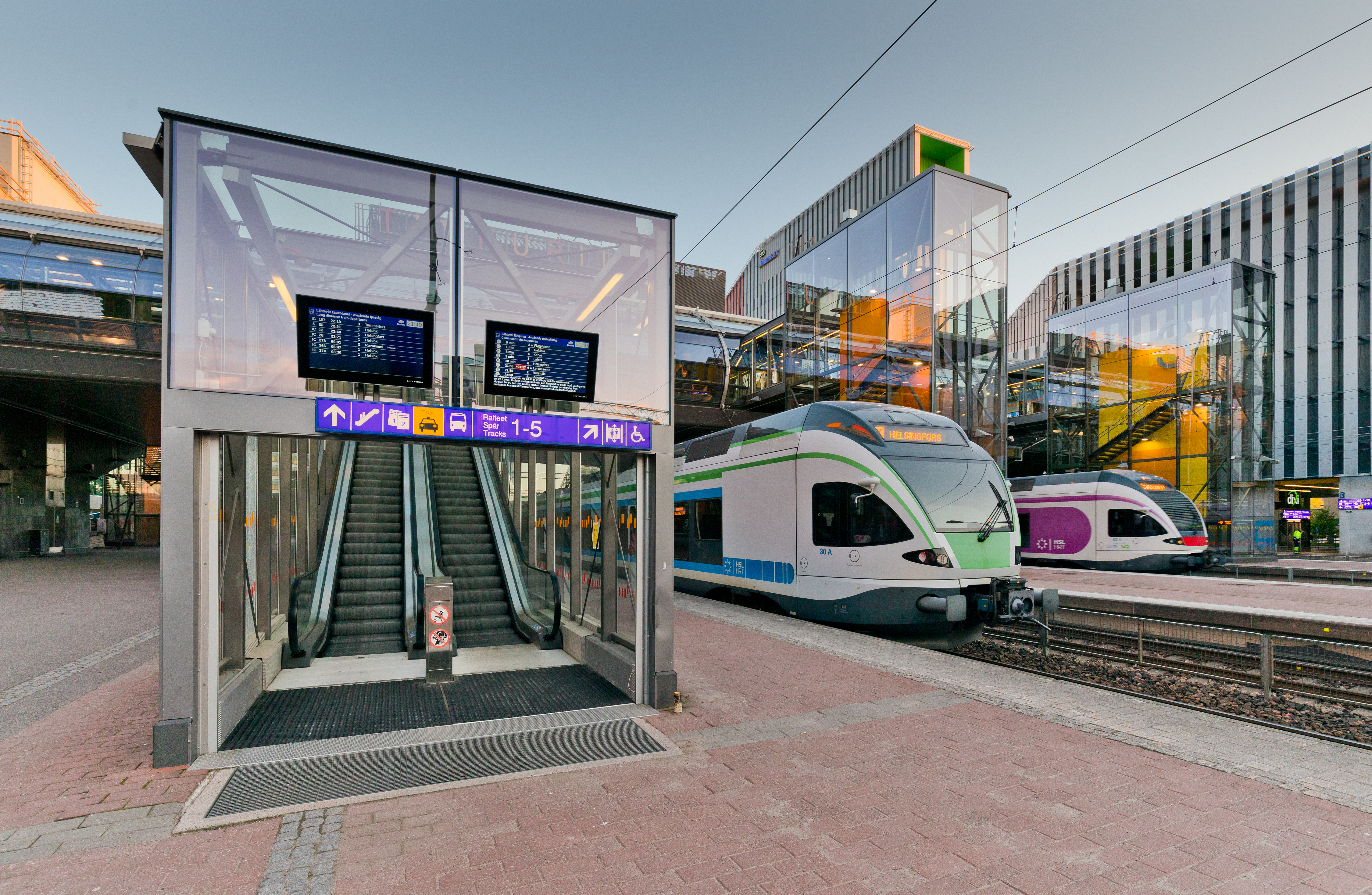
Gare de Tikkurila.
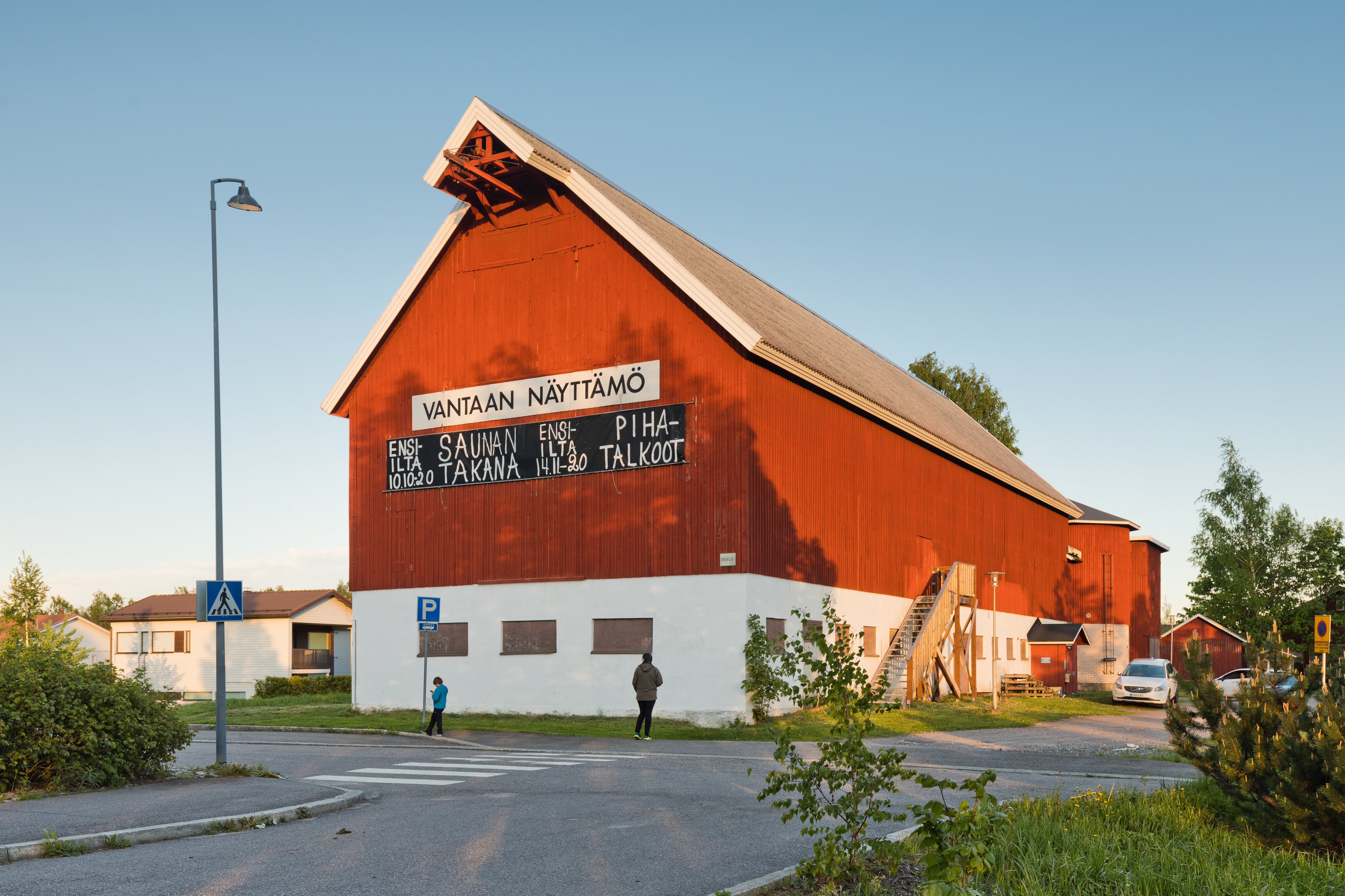
Théâtre de Vantaa à Jokiniemi,
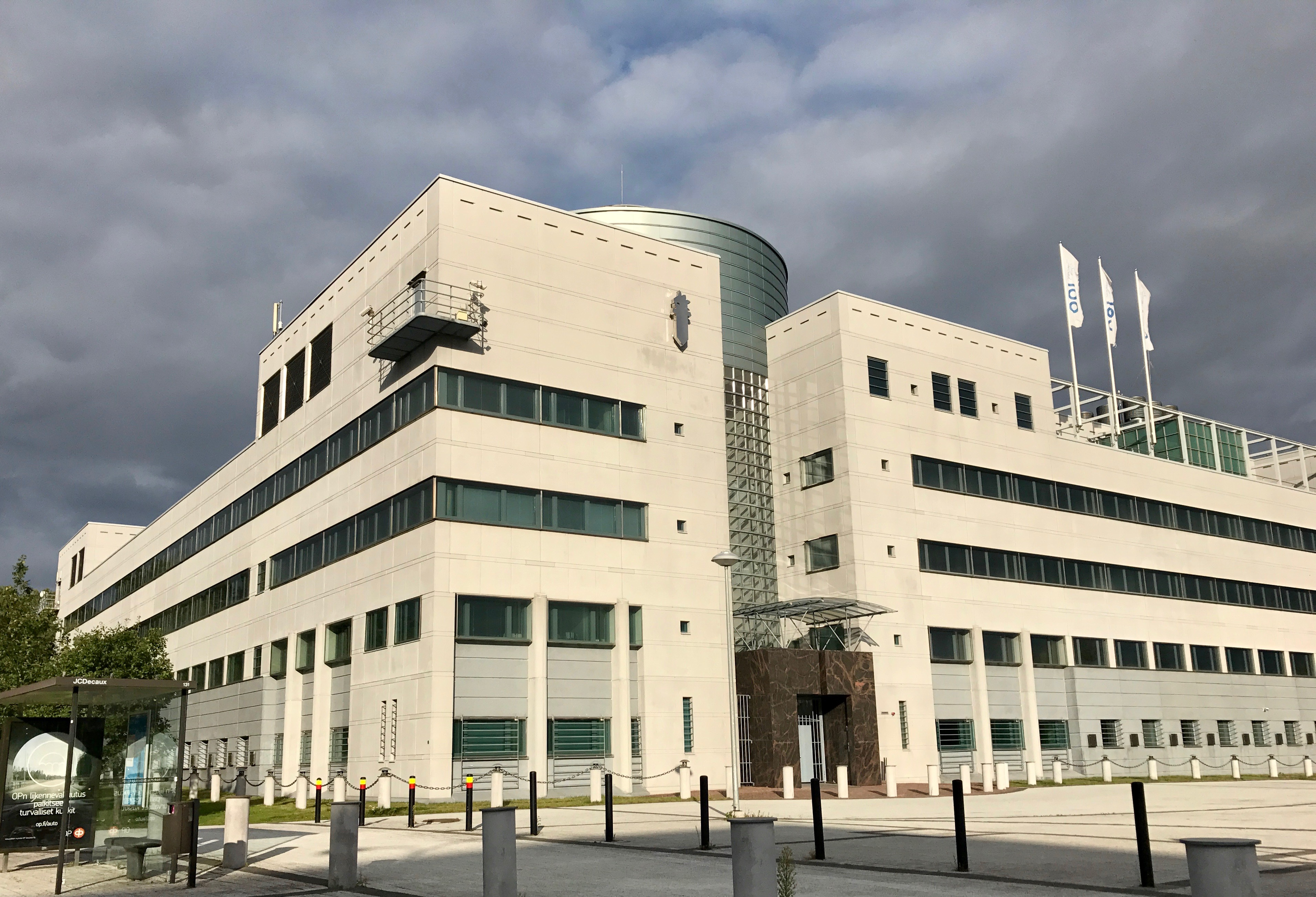
Siège de la police criminelle de Jokiniemi.
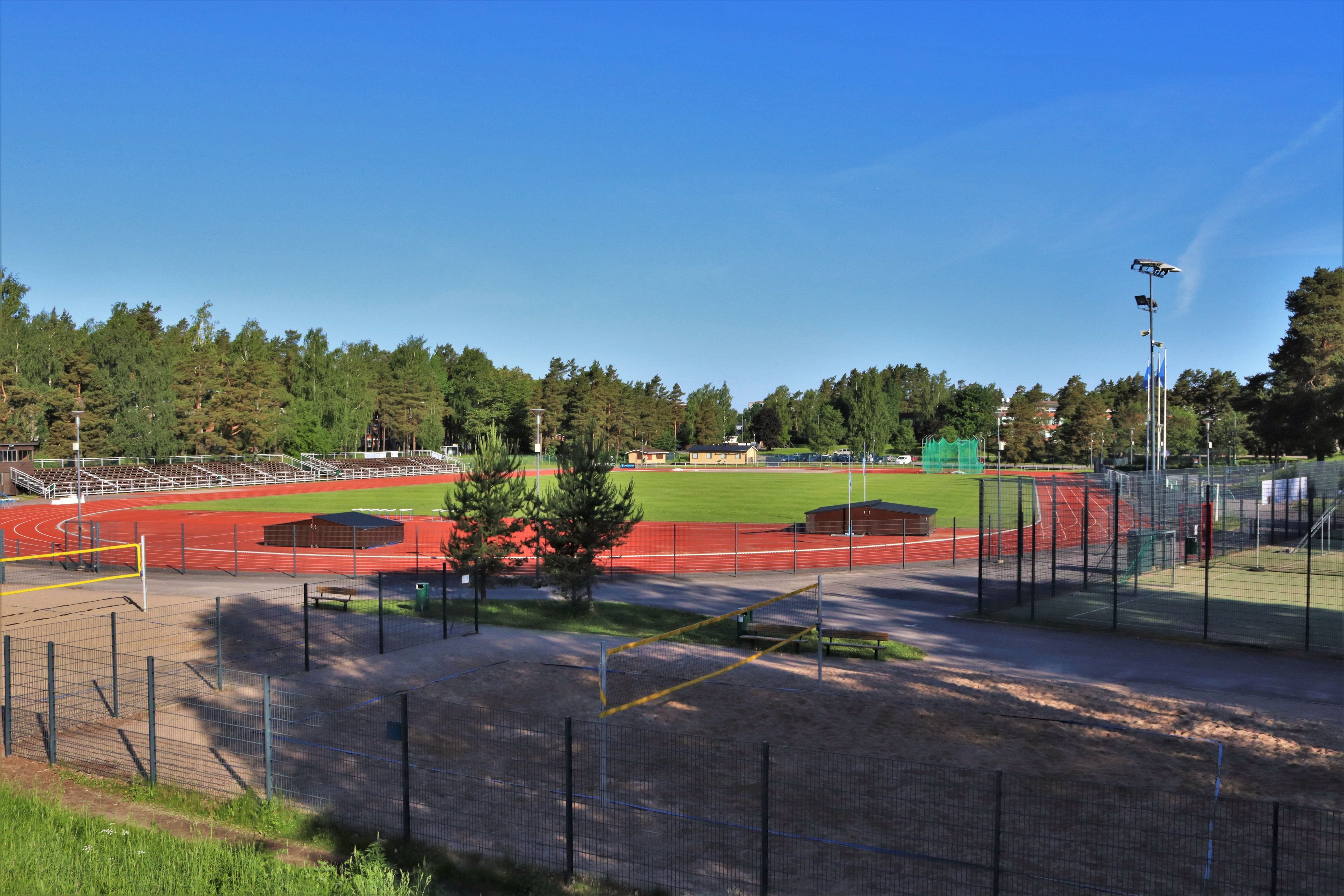
Parc des sports de Jokiniemi.